# Bruce Pandolfini
Bruce Pandolfini é um escritor, professor e treinador de enxadrismo norte-americano.